# Pécs Legioners
A Pécs Legioners (korábban: Pécs Gringos) Pécs amerikaifutball-csapata, amely a MAFSZ Divízió II-es bajnokságában szerepel.

## Története

### Pécs Gringos
A csapat 2005-ben baráti társaságként kezdett edzeni a ledinai sportpályán, Dr. Varga Levente vezetésével. 2006. februárjában jegyezték be hivatalosan az egyesületet. 2007-ben, az első Divízió II-es bajnokságban indult el először a csapat, Eric Torres vezetőedző vezetésével. Az alapszakaszban a Nyugati II-es csoportban a North Pest Vipers és a Zala Predators ellen is vereséget szenvedtek, majd helyosztókon kikaptak a Miskolc Steelers-től, de megverték a Kaposvár Golden Fox csapatát, és a 9 csapatos bajnokság 8. helyét szerezték meg.
A 2008-as bajnokságban szintén a Divízió II Nyugati csoportjában szerepeltek, ahol legyőzték a Golden Fox és a Veszprém Wildfires csapatát, és a veretlen Zala Predators mögött a csoport 2. helyén zártak. Az elődöntőben a Nyíregyháza Revolution Tigers 21–0 arányban győzött ellenük.
A 2009-es Divízió II-es bajnokságban a Nyugat I-es csoportban játszottak, ahol a Zala Predators ellen 2 vereséget szenvedtek, a Budapest Cowboys II-t kétszer legyőzték, és a csoport 2. helyén végeztek. A negyeddöntőn kikaptak a Wildfires-tól 9-7-re. 2009. áprilisában az alapító Varga Levente lemondott az elnöki posztról.
A csapat 2010-ben nem indult a bajnokságban, a 2011-es Divízió II bajnokságban a Kaposvár Golden Fox csapatával összefogva közös csapatot indítottak. A 10 csapatos alapszakasz során 2 győzelemmel és 3 vereséggel a 7. helyen végeztek.
A 2012-es bajnokságban a Divízió II nyugati csoportjában indultak, ellenfeleik: Haladás Crushers, Zala Predators, Tata Mustangs, Veszprém Wildfires, Újbuda Rebels 2. Egy győzelemmel és 4 vereséggel a csoport 5. helyén végeztek.
A csapat 2013-ban szerepelt utoljára bajnoki mérkőzésen, ám a Divízió II-es bajnokságban négy vereség után visszalépett a csapat, így mind a hat mérkőzés 0–20 eredménnyel lett elkönyvelve. Ezután a Kaposvár Golden Fox-szal edzőmérkőzéseket játszottak, illetve 2014-ben a II. West Bowl arána football tornán vettek részt, majd a csapat ebben a formában nem játszott több mérkőzést.

### Boda Troopers
2014 januárjában Kovács Gábor, a Gringos korábbi játékosa Pécsett új amerikaifutball-csapatot alapított a Pécsbánya SE szakosztályaként Pécsbánya Troopers néven, azonban 2015 végén a Gringos-hoz hasonlóan nekik is pályaproblémák miatt ki kellett költözniük a városból, és a 2016-os bajnokságtól Boda Troopers néven szerepeltek. A Troopers 2016-ban és 2017-ben győzelem nélkül zárt, 2018-ban 3 győzelemmel és 3 vereséggel 5. lett, ám a 2019-es bajnokságba nem nevezett.

### Pécs Legioners
2018 októberében a Pécs Gringos Facebook-bejegyzésben jelentette be, hogy újra indulnak az edzések. 2019 februárjától Pécs Legioners néven folytatta a csapat a munkát. A Pécs Legioners 2019. október 1-jétől a MAFSZ tagja. A csapat indul a 2020-as Divízió II-es bajnokságban. 2022.04.22-ével egy új vezetés lépett a régi helyébe és megkezdte a csapat átszervezését ami hosszú távú terv részeként egy fejlődési pályára kívánja helyezni a csapatot, és létre kívánja hozni az utánpótlást a Dél-Dunántúli Régióban, ami jelenleg nincs. 2025.01.05-én elindult a csapat hivatalos honlapja a www.legioners.hu 

## Eredmények
| Szezon         | Osztály      | Csoport      | Alapszakasz  | Alapszakasz  | Alapszakasz  | Rájátszás eredmények                                                                 |
| Szezon         | Osztály      | Csoport      | Eredmény     | Győzelem     | Vereség      | Rájátszás eredmények                                                                 |
| Pécs Gringos   | Pécs Gringos | Pécs Gringos | Pécs Gringos | Pécs Gringos | Pécs Gringos | Pécs Gringos                                                                         |
| -------------- | ------------ | ------------ | ------------ | ------------ | ------------ | ------------------------------------------------------------------------------------ |
| 2007           | Divízió II   |              | 8. hely      | 1            | 3            |                                                                                      |
| 2008           | Divízió II   | A csoport    | 2. hely      | 4            | 2            | Vereség Elődöntő (Revolution Tigers) 0–21                                            |
| 2009           | Divízió II   | Nyugat I     | 2. hely      | 2            | 2            | Vereség Negyeddöntő (Veszprém Wildfires) 7–9                                         |
| 2011           | Divízió II   |              | 7. hely      | 2            | 3            |                                                                                      |
| 2012           | Divízió II   | Nyugat       | 5. hely      | 1            | 4            |                                                                                      |
| 2013           | Divízió II   |              | 6. hely      | 0            | 6            |                                                                                      |
| Pécs Legioners |              |              |              |              |              |                                                                                      |
| 2020           | Divízió II   | Nyugat       | 3. hely      | 2            | 2            |                                                                                      |
| 2021           | Divízió II   | Nyugat       | 3. hely      | 3            | 2            |                                                                                      |
| 2022           | Divízió II   |              | 11. hely     | 0            | 4            |                                                                                      |
| 2023           | Divízió I    | Nyugat       | 4. hely      | 2            | 3            |                                                                                      |
| 2024           | Divízió II   |              | 2. hely      | 4            | 1            | Vereség Elődöntő (Eger Heroes) 6–9                                                   |
| 2025           | Divízió II   |              | 1. hely      | 4            | 0            | Győzelem Elődöntő (Sentinels) 65–0 Vereség XV. Duna Bowl (Budapest Cowbells 2) 14–27 |

## Stadionok
A kezdetekkor a ledinai sportpályán edzett a csapat, mely ma már fákkal be van ültetve. A bajnokság során a PMFC Stadiont használták, később a Verseny utcai MATÁV-pályán voltak a mérkőzések. 2009-től a kozármislenyi futballpályán játszották a mérkőzéseket. 2011-ben egy mérkőzést a Golden Fox pályáján, Kaposszerdahelyen játszottak. 2019-2022-ig a PMFC Stadion adott otthont a hazai meccseknek, majd 2023-tól a csapat Siklóson a Mehring Lajos Sporttelepen játssza a hazai meccseket.  